# 卡尔·马克思故居
卡尔·马克思故居（德語：Karl-Marx-Haus）位于今德国莱茵兰-普法尔茨州特里尔布吕肯大街10号，是德国哲学家、思想家卡尔·马克思的出生地。

## 历史
马克思故居为一栋三层楼房。房屋始建于1727年，是当时莱茵地区典型建筑。1818年4月，马克思的父亲海因里希·馬克思租下这座房子，5月5日马克思出生于此。第二年10月，马克思一家搬到特里尔城黑门附近的另一栋三层楼房，马克思本人在布吕肯街10号居住时间不到一年半。
1904年，一位德国社会民主党成员确认布吕肯街10号就是马克思的出生地，但由于经费紧张，直到1928年才正式买下。社民党原计划在1931年5月5日开放马克思故居，然而1933年纳粹党上台，马克思故居被纳粹政权没收，充作纳粹党地方党部。直到二战结束，社民党才收回马克思故居，并在1947年5月5日开放。1968年，马克思故居归弗里德里希·艾伯特基金会（一个与社民党有紧密联系的组织）所有。
1983年3月14日，亦即马克思逝世100周年之际，扩建后的马克思故居时隔一年重新开放，其后马克思故居又于2005年和2017年进行了两次闭馆整修。马克思诞辰200周年之际，2018年5月5日，马克思故居重新开放，马克思的玄外孙女弗雷德丽克·隆盖-马克思、德国社民党主席安德烈娅·纳勒斯等人出席重新开放仪式。

## 现况
马克思故居的陈列了众多与马克思有关的展品，包括马克思生前使用过的扶手椅、各种不同版本的《共产党宣言》（包括1848年第一版）以及马克思的亲笔信等。此外，展览还包括了中国、苏联及东欧国家的社会主义历史，及马克思主义学说对全世界产生的影响。
据马克思故居纪念馆馆长伊丽莎白·诺伊介绍，自2006年起，纪念馆每年平均接待游客约4万人次，其中40%来自本国，60%来自外国，其中包括很多中国参观者，留言簿中也有许多中文留言。

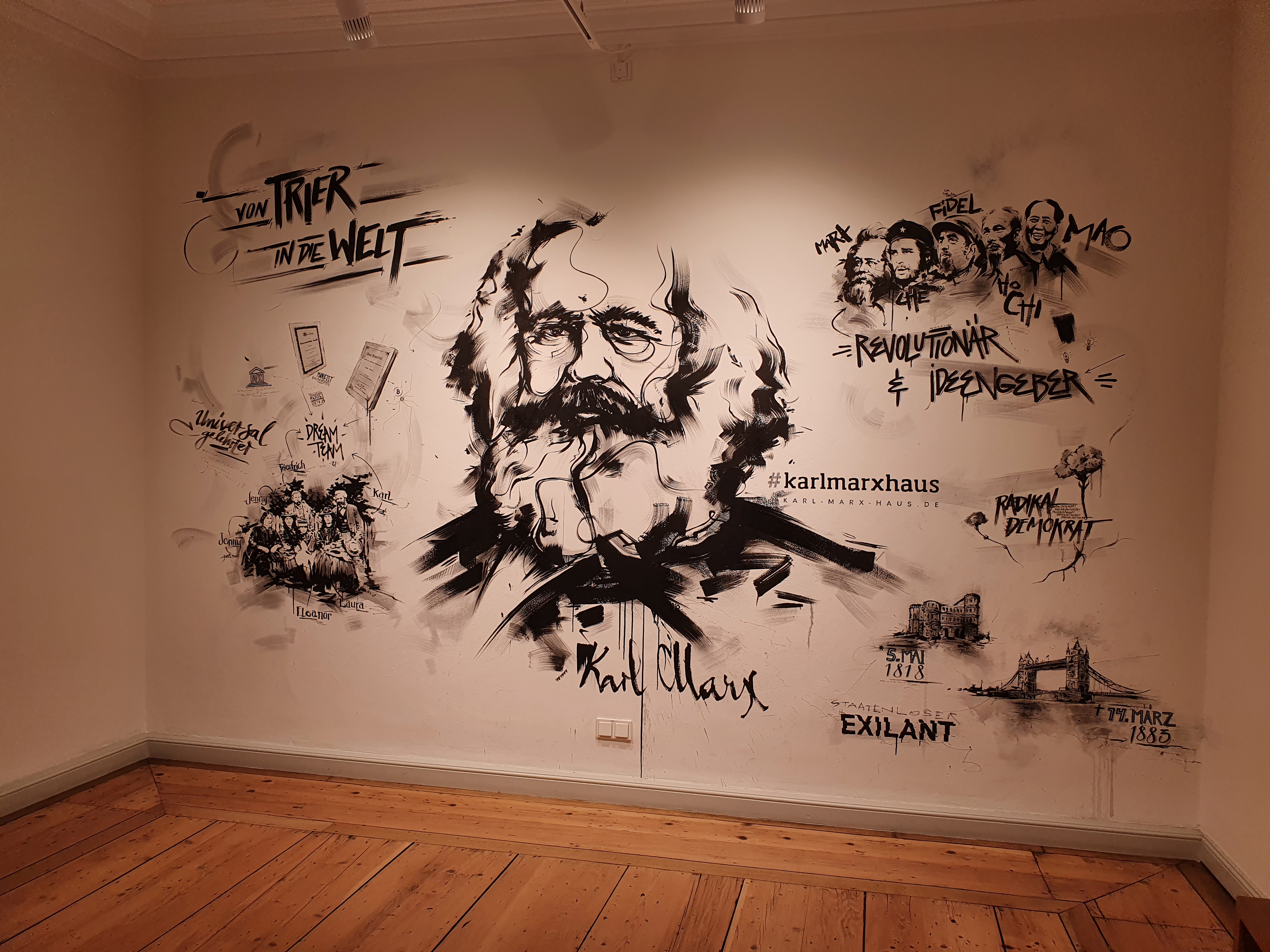
玄关处的涂鸦
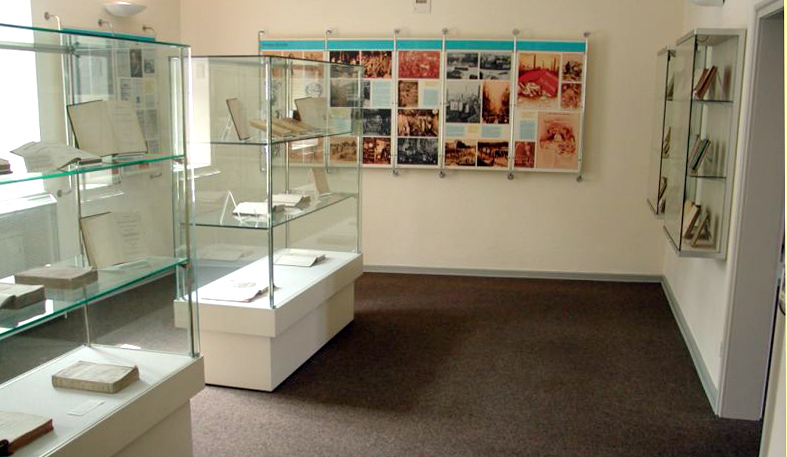
展室一角
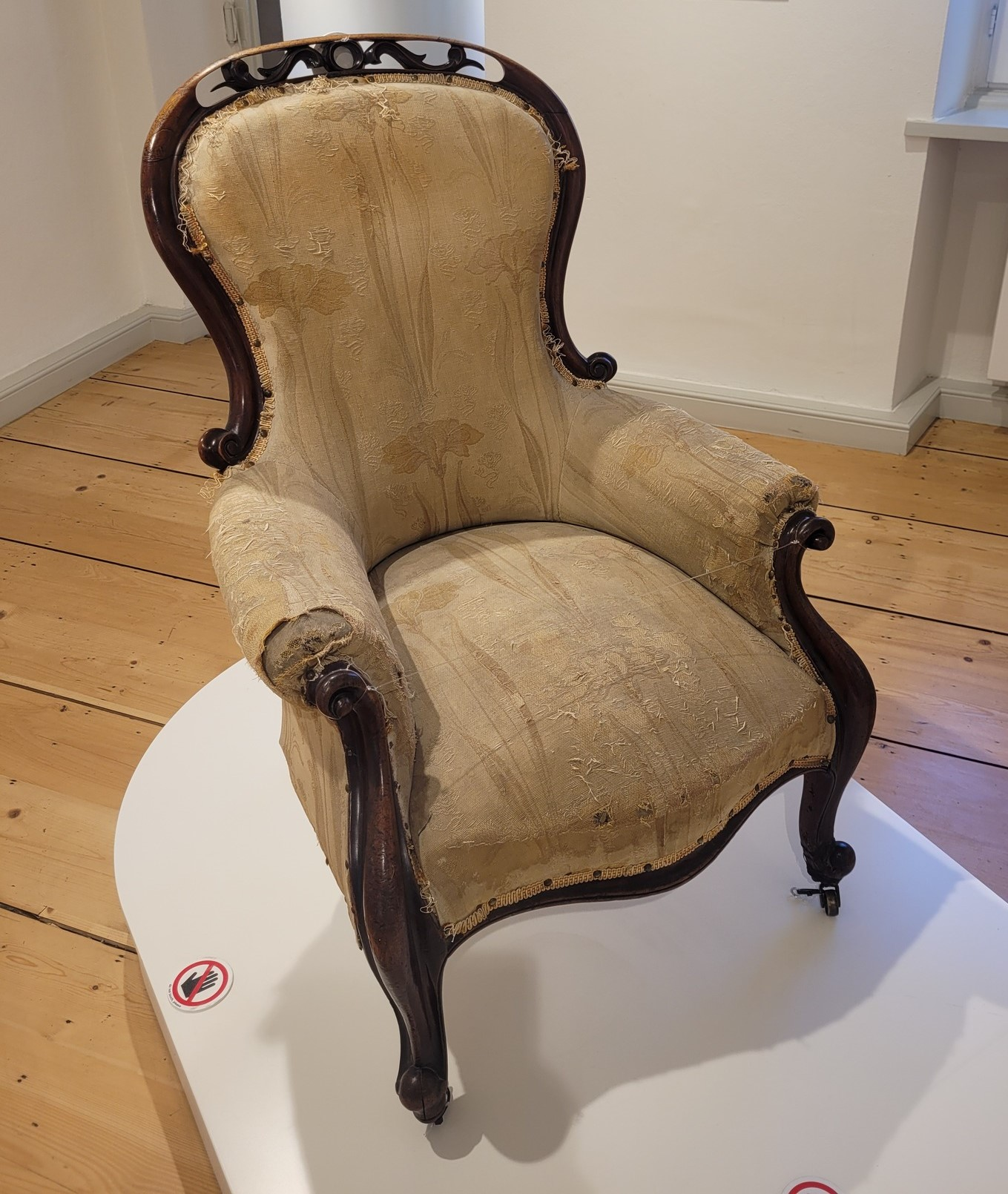
马克思生前使用过的扶手椅
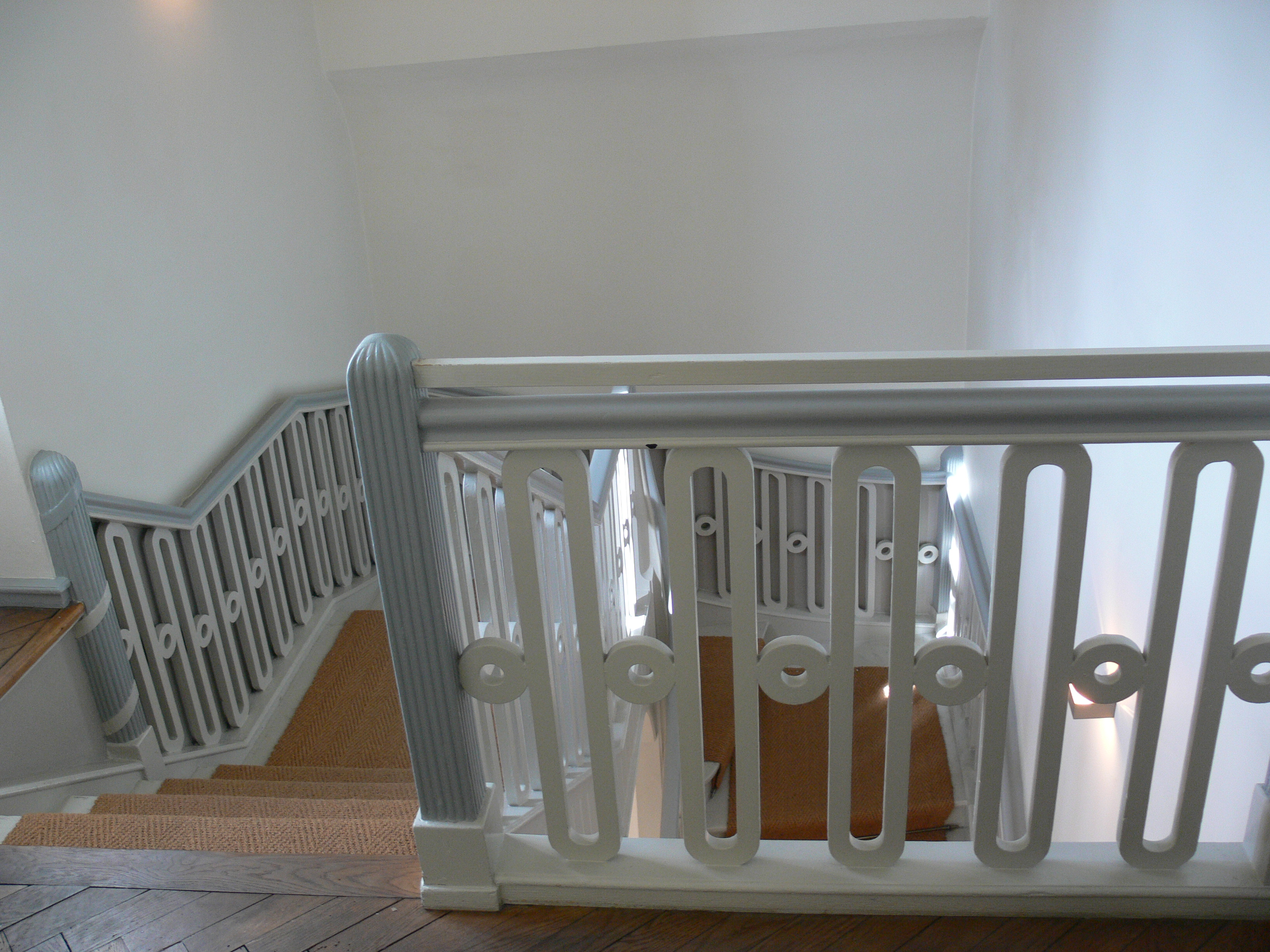
马克思故居内的楼梯
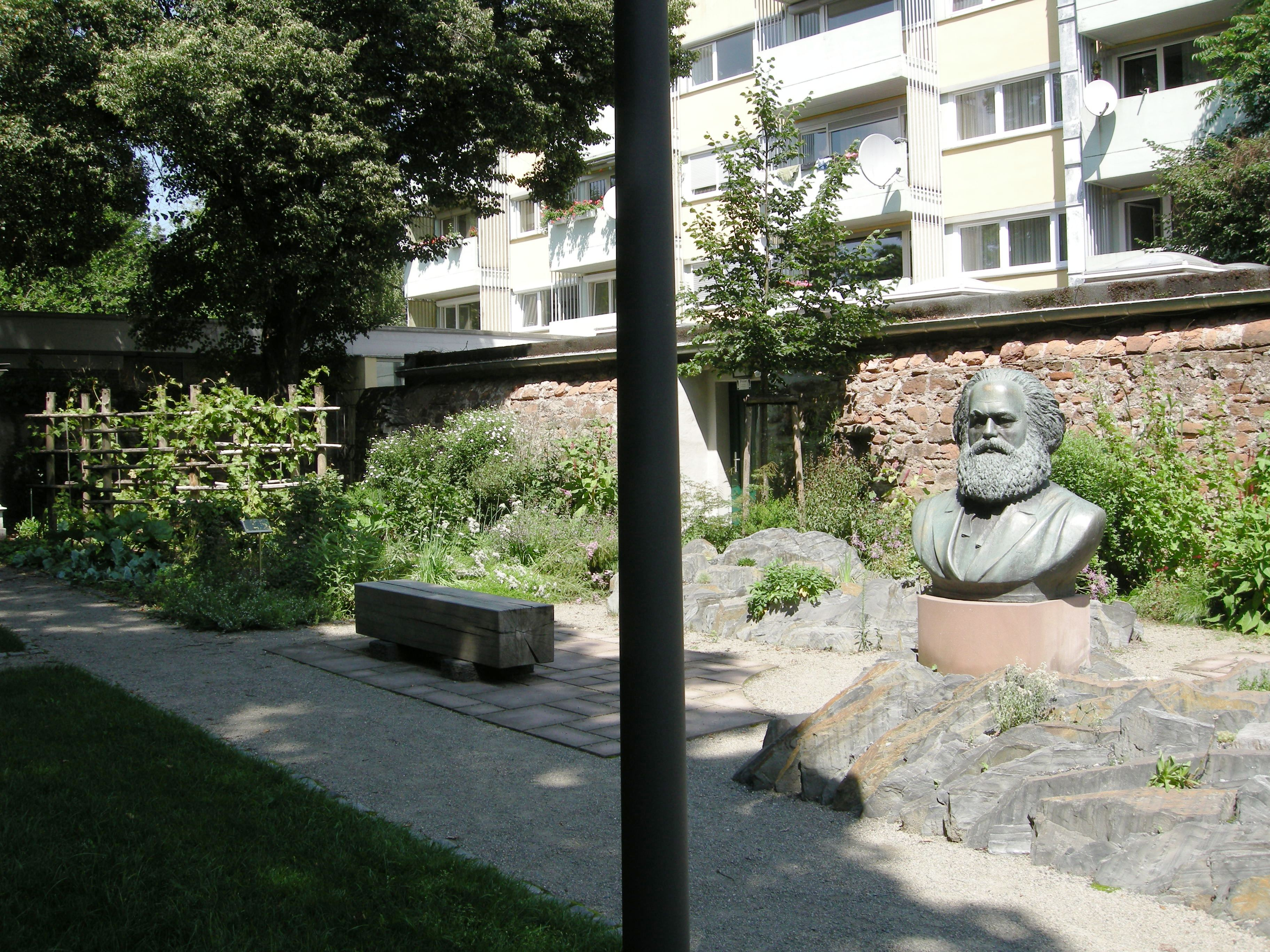
马克思故居后花园
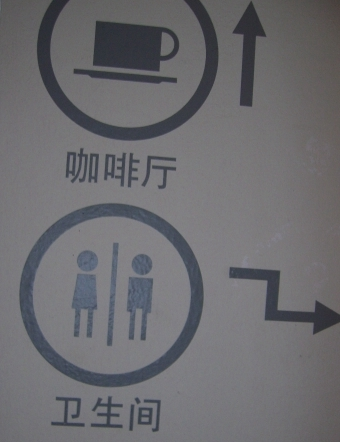
马克思故居内的中文指示牌